# Demirkapija
Demirkapija (bułg. Демиркапия, z tur. Żelazne Wrota) – przełęcz w górach Piryn. Położona na wysokości 2480 metrów w północnej części Pirynu na głównej grani między szczytami Dżano i Demirkapijski czuki. Podstawą geologiczną jest granit. Znana jest też pod nazwą Demirkapijska porta (Демиркапийска порта). Podczas bułgaryzacji w latach 80. XX w. została przemianowana na Żeljazna wrata (Желязна врата - pol. Żelazne Wrota), ale nazwa ta nie zyskała popularności wśród ludności lokalnej i turystów w Pirynie.
Przez Demirkapiję prowadzi szlak ze schroniska Goce Dełczew do schroniska Piryn ( zielony szlak). Kiedyś Demirkapija była ważną przełęczą, najwyższym punktem jednego z dwóch szlaków winnych między kotliną Razłogu i Melnikiem.
Nazwa jest połączeniem słów Demir (tur. demir) – żelazo i kapija (tur. kapu) – przejście.